# Mixe de l'Istme
El mixe de l'Istme també anomenat mixe de les terres baixes per Søren Wichmann (1995), és una de les llengües mixes parlada a les viles de Coatlán, San José el Paraíso, Mazatlán, Guichicovi, i Camotlán, a l'estat d'Oaxaca, a Mèxic.